# Tortula pugionata
Tortula pugionata är en bladmossart som beskrevs av Brotherus 1902. Tortula pugionata ingår i släktet tussmossor, och familjen Pottiaceae. Inga underarter finns listade i Catalogue of Life.